# Шнет
Шнет (каз. Шнет) — упразднённое село в Целиноградском районе Акмолинской области Казахстана. Входило в состав сельского округа Рахымжана Кошкарбаева. Код КАТО — 116667600.

## География
Село располагалось на расстоянии примерно 19 километров (по прямой) к юго-востоку от административного центра района — села Акмол, в 18 километрах к северо-западу от административного центра сельского округа — села Рахымжана Кошкарбаева.
Абсолютная высота — 347 метров над уровнем моря.
Ближайшие населённые пункты: село Преображенка — на юго-востоке, село Тайтобе — на востоке.
До упразднения в селе имелась одна улица «Динмухаммеда Кунаева».

## История
Упразднено в 2019 г.

## Население
В 1989 году население села составляло 234 человек (из них казахи — 100%).

В 1999 году население села составляло 198 человек (106 мужчин и 92 женщины). По данным переписи 2009 года, в селе проживало 170 человек (78 мужчин и 92 женщины).
| Численность населения | Численность населения | Численность населения |
| 1989                  | 1999                  | 2009                  |
| --------------------- | --------------------- | --------------------- |
| 234                   | ↘198                  | ↘170                  |